# Elisa Molinarolo
Elisa Molinarolo (* 29. Januar 1994 in Verona) ist eine italienische Leichtathletin, die sich auf den Stabhochsprung spezialisiert hat.

## Sportliche Laufbahn
Erste internationale Erfahrungen sammelte Elisa Molinarolo im Jahr 2021, als sie sich über die Weltrangliste für die Olympischen Spiele in Tokio qualifizierte und dort mit übersprungenen 4,40 m den Finaleinzug verpasste. Im Jahr darauf startete sie bei den Hallenweltmeisterschaften in Belgrad und belegte dort mit 4,45 m den achten Platz. Im Juli schied sie bei den Weltmeisterschaften in Eugene mit 4,35 m in der Qualifikationsrunde aus und verpasste dann auch bei den Europameisterschaften in München mit 4,25 m den Finaleinzug. Auch bei den Halleneuropameisterschaften 2023 in Istanbul kam sie mit 4,45 m nicht über die Vorrunde hinaus. Im Mai siegte sie mit 4,37 m bei der Filothei Women Gala und im August belegte sie bei den Weltmeisterschaften in Budapest mit 4,50 m im Finale den neunten Platz. Im Jahr darauf wurde sie beim Meeting International Mohammed VI d’Athlétisme de Marrakesch mit 4,55 m Dritte, ehe sie bei den Europameisterschaften in Rom mit 4,58 m den siebten Platz belegte. Anschließend wurde sie bei den Olympischen Sommerspielen in Paris mit 4,70 m im Finale Sechste.
2025 belegte sie bei den Halleneuropameisterschaften in Apeldoorn mit 4,55 m den siebten Platz, wie auch bei den Hallenweltmeisterschaften kurz darauf in Nanjing mit 4,60 m.
In den Jahren 2017 und 2021 wurde Molinarolo italienische Meisterin im Stabhochsprung im Freien sowie 2020 und 2022 in der Halle.